# Dea Iblea
La dea Iblea è una divinità femminile sicula attestata in Sicilia orientale e menzionata unicamente da Pausania nella sua opera Viaggio in Grecia Pare che fosse una divinità di origine sicana e in un secondo momento introdotta nel pantheon siculo.
Pausania afferma l'esistenza di un tempio, nella Ibla che egli chiama la Gereatis, dedicato a una dea Iblea venerata dai popoli barbari di Sicilia, ma poiché egli tace il nome di questa divinità, tutti i derivati odierni, come l'appellativo di «dea Ibla», rimangono pure congetture.

## Fonti epigrafiche e numismatiche

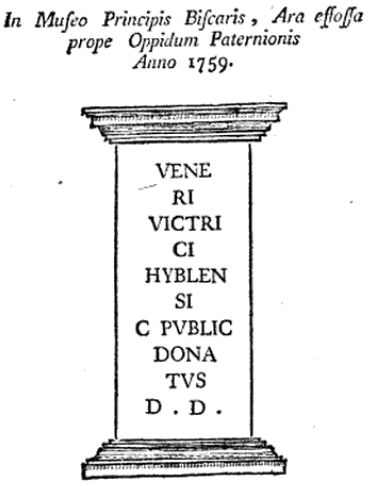
Cippo marmoreo recante la dedica Veneri Victrici Hyblensi

Lo storiografo palermitano Filippo Paruta, nel suo trattato seicentesco Della Sicilia descritta con medaglie, sostiene di aver individuato una dea sicula, che egli chiama Ibla, in una moneta raffigurante la testa della divinità avvolta da un velo, in un contesto iconografico già di epoca greca (III sec. a.C.).                                                                                                                                                                                          La moneta che reca la scritta Hyblas Megalas (ΥΒΛΛΣ ΜΕΓΑΛΑΣ) o più semplicemente Hyblas, raffigura la testa di una donna (forse una divinità) con un'ape (simbolo sacro di Hybla, menzionato da numerosi poeti latini). Ignazio Cazzaniga afferma che la figure femminile con l'ape è con ogni probabilità la divinità poliade di Ibla, e che il nome Megala sia un attributo della dea (non dissimile dalla Magna Mater dei Romani), divinità a volte identificata dagli studiosi con Cerere (la Demetra dei Greci), o con Cibele.                                                                             Su un cippo marmoreo rinvenuto presso Paternò e custodito presso il Museo di Castello Ursino, a Catania, è presente un'epigrafe, una dedica a una Venere Iblea Vincitrice (Venus Victrix Hyblensis), che potrebbe essere la dea Iblea del celebre santuario menzionato da Pausania, sebbene esistano pareri discordanti sull'identità di questa divinità. 

## Fonti letterarie
Il topos letterario di Hybla è un motivo ricorrente nella poesia latina, soprattutto in Marziale, Virgilio e in altri autori come Claudiano, dove avviene la personificazione della fertile città, famosa per i suoi giardini, in una divinità che invidia Enna, anch'essa personificata come madre dei fiori, nell'invocazione a Zefiro.                                                                                                                                                                                             Secondo Carmelo Ciccia, questo è molto più evidente nei versi del Pervigilium Veneris, poema anonimo del II secolo d.C., in cui la dea Venere ordina che il suo trono sia eretto fra i fiori iblei e che Hybla (personificazione del paesaggio etneo) si vesta di fiori. Nella Primavera del Botticelli inoltre vediamo una divinità misteriosa (identificata spesso con Flora o con la Primavera) vestita di fiori selvatici.

## Ipotesi sulla dea Iblea
Sulla base degli studi sul materiale archeologico riscontrato nei siti siculi o greco-siculi, il popolo dei Monti Iblei aveva una particolare devozione per i culti potniaci, cioè quelli incentrati sulla Dea Madre e sulle divinità ctonie come i due fratelli Palici, il dio Adranos.                                                                                                                                                                            Spesso si tratta di divinità associate al culto delle profondità delle terra. A Megara Hyblaea, che un tempo si chiamava Hybla, è stata rinvenuta una statua della Grande Madre che allatta due gemelli, divinità che potrebbe essere identificata con la dea Iblea nominata da Pausania.                                                                                                                                                                                                                                                              La diffusione del culto descritta dal geografo greco fa comprendere che la divinità fosse venerata dai Sicelioti (quindi non solo da popolazioni anelleniche, ma anche dai Greci di Sicilia), e che il santuario di Hybla Gereatis fosse meta di devozione, forse per la presenza di una statua o di un luogo sacro.                                                                                                                                                                                                                                     Si ipotizza dunque che tale divinità femminile fosse una dea della fertilità (per la radice latina uber), protettrice dei campi e della coltivazione dei cereali, non dissimile dalla romana Flora.                                                                                                                                                                                                                                                                                                        I Galeoti, sacerdoti con capacità divinatorie descritti da Stefano di Bisanzio, sono spesso stati associati al culto di questa divinità femminile. 

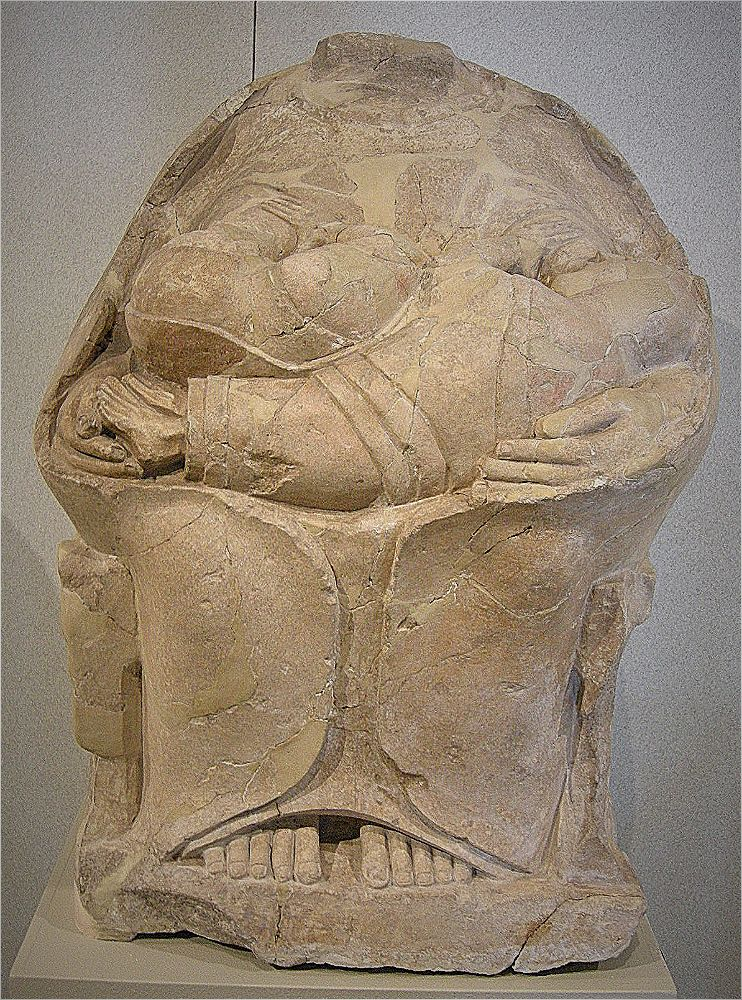
Statua di Grande Madre ritrovata presso Megara Hyblaea